# Tramelan-Dessus

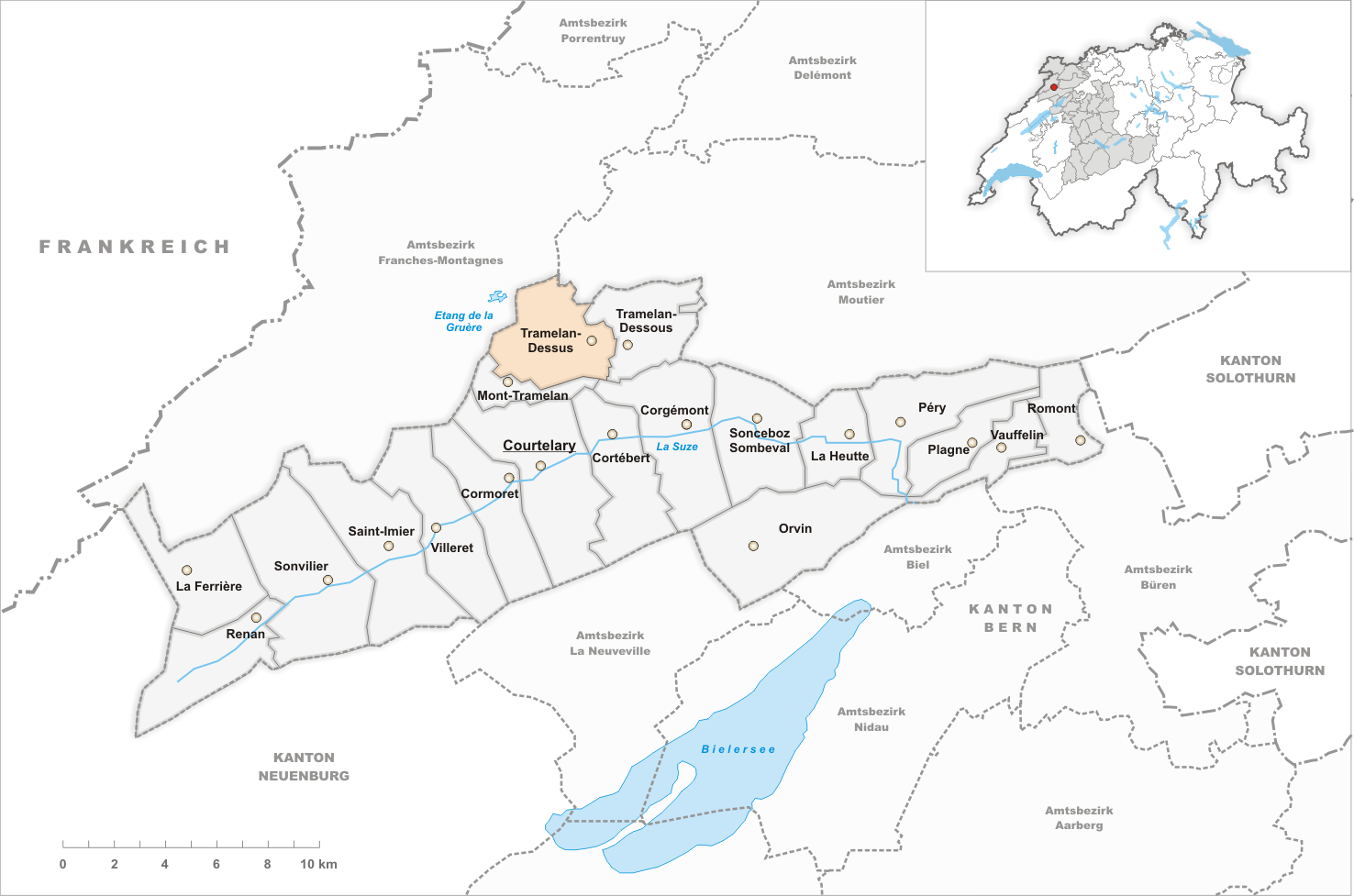

Tramelan-Dessus est une localité de la commune de Tramelan, dans l'Arrondissement administratif du Jura bernois, dans le canton de Berne, en Suisse. Commune à part entière jusqu'en 1952, elle a ensuite fusionné avec Tramelan-Dessous pour former la commune actuelle de Tramelan. En 1950, Tramelan-Dessus comptait 3516 habitants.

## Histoire
Tramelan-Dessus est mentionné dans des documents historiques dès 1358 sous le nom de Tramelan-le-Haut. En 1899, la commune bourgeoise, comprenant les citoyens ayant la bourgeoisie de la commune, est réunie à la commune municipale, qui comprend l'ensemble des habitants. Le 26 mars 1950, les citoyens de la commune ont approuvé la fusion avec Tramelan-Dessous (570 oui contre 190 non). La fusion a été effective au 1er janvier 1952.

## Politique

### Liste des maires de Tramelan-Dessus
- 1947-1951 : René Vuilleumier, Parti socialiste.